# Sistotrema hamatum
Sistotrema hamatum é uma espécie de fungo pertence à família Hydnaceae.